# Klara Hitler
Klara Hitler, mama Adolfa Hitlerja, nemškega Führerja in voditelja nacistične Nemčije, * 12. avgust 1860, † 21. december 1907